# Stuart Robbins
Stuart Paul Robbins (* 2. November 1976 in Neath, Wales; † 12. April 2010 in Galway, Irland) war ein walisischer Basketballspieler. Während seiner Karriere spielte er die meiste Zeit in der deutschen 2. Basketball-Bundesliga für die Braves aus Kaiserslautern sowie eine Spielzeit für den FC Bayern München. Nachdem er die Spielzeit 2009/10 in Irland gespielt hatte, starb der walisische Nationalspieler plötzlich und unerwartet im Schlaf mit 33 Jahren.

## Karriere
Während seines Studiums in den Vereinigten Staaten versuchte sich Robbins auch in US-amerikanischen Basketball-Hochschulmannschaften. So stand er kurzzeitig an der Saint Joseph’s University in Philadelphia im Aufgebot der Hawks in der NCAA. Außerdem spielte er für die Warriors des Wabash Valley Community College in Mount Carmel (Illinois).
1999 kehrte Robbins nach Großbritannien zurück und spielte für die Thames Valley Tigers in der British Basketball League. In der Finalrunde der Meisterschaft scheiterte der Vizemeister des Vorjahres im Halbfinale am Titelverteidiger London Towers. In der folgenden Saison 2000/01 spielte Robbins im belgischen Bree, wo er mit dem dortigen Verein auch wenig erfolgreich am Korać-Cup teilnahm, als man in der ersten Gruppenphase alle sechs Vorrundenspiele verlor. Für die folgende Spielzeit kehrte er auf die „Insel“ zurück und spielte für die London Towers, die zuvor die Meisterschaft gegen die Leicester Riders verspielt hatten. Trotzdem durfte der ehemalige Meister mit Robbins erneut am höchsten europäischen Vereinswettbewerb EuroLeague 2001/02 teilnehmen, wo man jedoch noch erfolgloser als im Vorjahr war und alle vierzehn Vorrundenspiele verlor. In der nationalen Meisterschaft schieden die Towers erneut im Halbfinale der Finalrunde aus. In der folgenden Spielzeit verlor man das Finale des Ligapokal-Wettbewerbs BBL Trophy nur knapp mit zwei Punkten, erreichte aber in der Meisterschaft nur eine Mittelfeldplatzierung und schied in der Finalrunde bereits in der ersten Runde aus.
2003 verließ Robbins erneut die Insel und wechselte zur Basketballmannschaft des 1. FC Kaiserslautern in die zweite deutsche Liga Gruppe Süd. Der Zweitliga-Aufsteiger des Vorjahres hatte nur durch den Rückzug der Basketballmannschaft von Eintracht Frankfurt, eines weiteren prominenten Fußballvereins, die Klasse halten können. In den Folgejahren konnten sich die Lauterer in der Liga etablieren und erreichten 2005 und 2006 in der Gruppe Süd jeweils einen vierten Platz unter sechzehn Mannschaften. In der Saison 2006/07 scheiterte man nur knapp am Aufstieg in die Basketball-Bundesliga, als man als Tabellenzweiter nur eine Niederlage mehr aufwies als der Aufsteiger POM baskets Jena. Anschließend trennte sich die Basketballmannschaft vom Hauptverein und trat eigenständig als Kaiserslautern Braves in der neu geschaffenen ProA an, die die sechzehn besten Mannschaften der vorherigen Regionalgruppen der zweiten Liga vereinte. Hier belegte man in der ProA 2007/08 mit dem dritten Platz erneut den besten Nicht-Aufstiegsplatz. Während die Braves anschließend nach Homburg umzogen, verließ Robbins den Verein und wechselte zu einem weiteren, besonders im Fußball erfolgreichen Verein. Die Basketballmannschaft des FC Bayern München war in die zweite Liga zurückgekehrt und übersprang die ProB, indem man die Lizenz der Düsseldorf Magics übernahm. In der ProA 2008/09 konnte der Aufsteiger einen gesicherten Mittelfeldplatz erreichen.
Für die Spielzeit 2009/10 verließ Robbins Deutschland und wechselte zur professionellen Mannschaft Eagles der University of Limerick in der irischen Superleague. Außerdem übernahm er auch Aufgaben als Trainerassistent und als Trainer der Hochschulmannschaft. Nach einem Hochschulturnier verstarb er unerwartet offenbar im Schlaf in seinem Hotelzimmer in Galway. Auch in Deutschland war die Trauer groß, so veranstaltete man noch ein Jahr später auf Initiative seines ehemaligen Vereins Saar-Pfalz Braves ein Gedächtnisspiel zu seinen Ehren.